# The Cat's Pajamas
Pour plus de détails, voir Fiche technique et Distribution.
The Cat's Pajamas est un film muet américain réalisé par William A. Wellman et sorti en 1926.

## Fiche technique
- Réalisation : William A. Wellman
- Scénario : Louis D. Lighton, Hope Loring, d'après une histoire de Ernest Vajda
- Chef-opérateur : Victor Milner
- Production : Jesse L. Lasky, Adolph Zukor
- Pays de production :  États-Unis
- Date de sortie :
  - États-Unis : 29 août 1926

## Distribution
- Betty Bronson : Sally Winton
- Ricardo Cortez : Don Cesare Gracco
- Arlette Marchal : Riza Dorina
- Theodore Roberts : le père de Sally
- Gordon Griffith : Jack
- Tom Ricketts : Mr Briggs